# Раздолье (Касторенский район)
Раздолье — село в Касторенском районе Курской области России. Входит в состав Алексеевского сельсовета. 

## География
Село находится на территории Среднерусской возвышености, высота центра ~198 м, в селе протекает река Вшивка. 

## Население
| 1859 | 2002 | 2010 |
| ---- | ---- | ---- |
| 633  | ↘291 | ↘181 |

## Улицы
В селе есть 3 улицы: Центральная, Заречная и Молодёжная.